# Ulotricha egregialis
Ulotricha egregialis is een vlinder uit de familie van de snuitmotten (Pyralidae). De wetenschappelijke naam van de soort is voor het eerst geldig gepubliceerd in 1838 door Herrich-Schäffer.